# Холодная война в 1960-е годы
Хронология Холодной войны
- 1943
- 1944
- 1945
- 1946
- 1947
- 1948
- 1949
- 1950
- 1951
- 1952
- 1953
- 1954
- 1955
- 1956
- 1957
- 1958
- 1959
- 1960
- 1961
- 1962
- 1963
- 1964
- 1965
- 1966
- 1967
- 1968
- 1969
- 1970
- 1971
- 1972
- 1973
- 1974
- 1975
- 1976
- 1977
- 1978
- 1979
- 1980
- 1981
- 1982
- 1983
- 1984
- 1985
- 1986
- 1987
- 1988
- 1989
- 1990
- 1991

## Длящиеся события 1950-х годов
- Арабо-израильский конфликт (вторая Арабо-израильская война)
- Первая Индокитайская война
- Конфронтация
  - Северного и Южного Вьетнама
  - Западной и Восточной Германии
  - Китайской Народной Республики и Республики Китай
  - Северной и Южной Кореи
  - Малайзии и Индонезии
- Движения за независимость
  - Северной Ирландии
  - Южного Тироля

## 1960
(перейти)
- 16 февраля: Франция успешно испытала свою первую атомную бомбу Gerboise Bleue посреди алжирской пустыни Сахара.
- Апрель: начинается развёртывание американских БРСД «Юпитер» в Италии, в результате чего ядерные ракеты размещаются в пределах досягаемости Москвы (как и в случае с БРСД «Тор», развёрнутыми в Великобритании).
- 1 мая: Американский пилот Фрэнсис Гэри Пауэрс сбит на самолёте-разведчике U-2 во время полёта на большой высоте над Советским Союзом, что привело к инциденту с U-2, крупному международному скандалу в президентство Дуайта Эйзенхауэра.
- Июнь: Советско-китайский раскол: китайское руководство, возмущённое тем, что с ним обращаются как с «младшим партнёром» Советского Союза, объявляет свою версию коммунизма превосходящей и начинает конкурировать с СССР за влияние, тем самым создавая третий полюс Холодной войны.
- 5 июля: Начинается кризис в Конго.
- 31 июля: Повстанцы-коммунисты в Малайе терпят поражение.
- 3 августа: Нигер становится независимым от Франции.
- 9 августа: Начало восстания коммунистических повстанцев Патет Лао в Лаосе.
- 11 августа: Чад становится независимым от Франции.
- 17 августа: Габон становится независимым от Франции.
- 23 сентября: Первый секретарь ЦК КПСС Никита Хрущёв едет в Нью-Йорк, чтобы выступить перед Генеральной Ассамблеей ООН, начиная свой месячный визит в Соединённые Штаты.
- 30 сентября: Сукарно произносит речь перед пятнадцатой Генеральной Ассамблеей ООН под названием «Построить мир заново», в которой он критикует Организацию Объединённых Наций за отсутствие нейтральности и ставит под сомнение необходимость местонахождения штаб-квартиры Организации Объединённых Наций в Нью-Йорке, США.
- 13 ноября: Начало гражданской войны в Гватемале.
- 28 ноября: Мавритания становится независимой от Франции.

## 1961
(перейти)
- 3 января: Президент США Дуайт Эйзенхауэр разрывает дипломатические отношения с Кубой.
- 20 января: Джон Кеннеди становится президентом США.
- 4 февраля: Ангольские националисты, в том числе коммунисты, начинают восстание против португальского правления.
- 12 февраля: Советский Союз успешно запустил «Венеру-1» с намерением совершить облёт Венеры.
- 12 апреля: Юрий Гагарин становится первым человеком в космосе и первым на орбите Земли, в результате успешного запуска Советским Союзом «Востока-1».
- 17—19 апреля: Операция в бухте Кочинос: поддерживаемое ЦРУ вторжение контрреволюционеров на Кубу заканчивается неудачей.
- 21 апреля: Сьерра-Леоне становится независимой от Великобритании в соответствии со статусом Содружества.
- 5 мая: Алан Шепард становится первым американцем, отправившимся в космос в результате успешного запуска «Фридом-7».
- 19 мая: «Венера-1» успешно достигла Венеры, став первым космическим кораблём, сделавшим это, но не смогла передать какие-либо данные.
- 25 мая: Президент США Джон Кеннеди объявил о намерении США отправить человека на Луну, тем самым запуская проект «Меркурий» — первую в Америке программу пилотируемых космических полётов.
- 4 июня: Президент США Джон Кеннеди встречается с Первым секретарём ЦК КПСС Никитой Хрущёвым в Вене.
- Июнь: Начинается развёртывание БРСД «Юпитер» в Турции, в дополнение к БРСД «Юпитер», развёрнутым в Италии, а также БРСД «Тор», развёрнутым в Великобритании, в качестве ядерных ракет, находящихся на расстоянии досягаемости до Москвы.
- 11 июля: Северная Корея и Китай подписывают военно-политический договор, Китайско-северокорейский договор о взаимной помощи и сотрудничестве, дружбе.
- 19 июля: Начало Никарагуанской революции.
- 13 августа: СССР начинает строительство Берлинской стены после срыва переговоров о будущем Германии.
- 17 августа: Начало помощи Альянса за прогресс Латинской Америке из Соединённых Штатов.
- 1 сентября:
  - Советский Союз возобновил испытания ядерного оружия в атмосфере.
  - Начало Эритрейской войны за независимость.
- 28 сентября: Сирия выходит из состава Объединённой Арабской Республики.
- 17 октября: В СССР прошёл 22-й съезд КПСС.
- 27 октября: Начало противостояния на контрольно-пропускном пункте Чарли между американскими и советскими танковыми частями.
- 31 октября: Советский Союз взорвал «Царь-бомбу», самое мощное термоядерное оружие из когда-либо испытанных, с мощностью взрыва около 50 мегатонн.
- 2 декабря: Кубинский лидер Фидель Кастро открыто называет себя марксистом-ленинцем.
- 18 декабря: Республика Индия вторгается на бывшую португальскую территорию Гоа.

## 1962
(перейти)
- 15 января: Индонезийские вооружённые силы начинают высадку на заморскую территорию Нидерландов в западной части Новой Гвинеи в рамках операции «Трикора», второй и последней конфронтации между Индонезией и Нидерландами по вопросу статуса бывших голландских колоний.
- 10 февраля: Сбитого американского лётчика Фрэнсиса Гэри Пауэрса обменивают на провалившегося советского разведчика полковника Рудольфа Абеля.
- 20 февраля: Джон Гленн запущен в космос на борту «Френдшип-7», став первым американцем, вышедшим на орбиту Земли. Несмотря на многочисленные задержки самого запуска, полёт прошёл успешно.
- 1 июля: Руанда и Бурунди становятся независимыми от Бельгии.
- 20 июля: Международным соглашением установлена нейтрализация Лаоса, но Северный Вьетнам отказывается вывести своих военных.
- 2 августа: Ямайка получает независимость от Великобритании.
- 27 августа: «Маринер-2» запускается для орбитального облёта Венеры.
- 31 августа: Тринидад и Тобаго получает независимость от Великобритании.
- 8 сентября: Китай заявляет претензии на многочисленные приграничные районы Индии в районе Гималаев, китайские войска атакуют Индию, начинается Гималайская война.
- 26 сентября: Между партизанами Мутаваккилитского королевства и сторонниками Йеменской Арабской Республики начинается гражданская война в Северном Йемене.
- 9 октября: Уганда становится независимой от Великобритании в соответствии со статусом Содружества.
- 16 октября: Кубинский ракетный кризис: СССР тайно размещает военные базы, включая ядерное оружие, на Кубе, примерно в пределах стомильной зоны от материковой части США. Президент США Джон Кеннеди приказывает ввести «карантин» (морскую блокаду) острова, что усугубляет кризис и ставит США и СССР на грань ядерной войны. В итоге обе стороны приходят к компромиссу. Советы отступают и соглашаются вывести свои ядерные ракеты с Кубы в обмен на секретное соглашение с Кеннеди, в котором он обещает вывести аналогичные американские ракеты из Турции и Италии и гарантирует, что США не будут выступать против режима Кастро.
- 1 ноября: Советский Союз успешно запускает «Марс-1» с намерением облететь Марс.
- 21 ноября: Прекращение Гималайской войны. Китай занимает небольшую полосу индийской территории, известную как Аксай-Чин.
- 14 декабря: «Маринер-2» достигает Венеры, став первым космическим аппаратом США, достигшим Венеры и другой планеты.

## 1963
(перейти)
- 20 января: Индонезия отказывает от участия в создании Федерации Малайзии в заявлении тогдашнего министра иностранных дел Индонезии Субандрио. Сам Сукарно как первый президент Индонезии рассматривал создание Федерации Малайзии как проект неоколониализма и как британское марионеточное государство в Юго-Восточной Азии. Это знаменует собой начало противостояния Индонезии и Малайзии.
- 23 января: Ким Филби, лидер Кембриджской пятёрки, бежит в Советский Союз из Бейрута.
- 10 февраля: Свержение премьер-министра Ирака Абд аль-Карима Касима.
- 9 июня: Фронт освобождения Дофара начинает войну в Омане, известную как Дофарское восстание.
- 13 июня: «Марс-1», вероятно, достигает Марса во время облёта. Однако 21 марта радиосвязь с зондом была потеряна.
- 20 июня: Соединённые Штаты соглашаются установить горячую линию с СССР, что делает возможным прямое общение лидеров двух сверхдержав.
- 21 июня: Франция объявляет о выводе своего флота из состава Североатлантического флота НАТО.
- 26 июня: Президент США Джон Кеннеди произносит в Западном Берлине речь «Я — берлинец!».
- 31 июля: Манильское соглашение было подписано Республикой Индонезией, Малайской Федерацией (ныне Малайзия) и Филиппинами. Это соглашение содержит соглашение о самоопределении народа Сабаха и Саравака путём свободных выборов. Была сформирована конференция под названием Мафилиндо, в которую вошли три страны, подписавшие Манильское соглашение.
- 5 августа: США, Великобритания и СССР подписывают Договор о частичном запрещении ядерных испытаний, запрещающий испытания ядерного оружия где бы то ни было, кроме подземных испытаний.
- 16 сентября: Образована Федерация Малайзии, первым премьер-министром которой стал Тунку Абдул Рахман. Это считалось нарушением Манильского соглашения, потому что произошло до того, как были объявлены результаты выборов по самоопределению в Сабахе и Сараваке.
- 14 октября: Начало Аденского восстания против британского правления.
- 2 ноября: Премьер-министр Южного Вьетнама Нго Динь Зьем убит в результате государственного переворота. Подозревается причастность ЦРУ к произошедшему, позднее доказанная.
- 22 ноября: Президент США Джон Кеннеди застрелен в Далласе. Были некоторые предположения о том, были ли причастны к убийству коммунистические страны или даже ЦРУ, но эти теории остаются спорными. Вице-президент Линдон Джонсон становится президентом Соединённых Штатов.
- 12 декабря: Кения становится независимой от Великобритании.

## 1964
(перейти)
- 2 января: Правительство Занзибарского султаната, в котором доминируют арабы, свергнуто Джоном Окелло, в результате чего создана новая народная республика. Новый режим местных африканских националистов устраивает резню меньшинствам, в результате чего на острове будут убиты от сотен до тысяч арабов и выходцев из Южной Азии.
- 27 января: Франция признала Китайскую Народную Республику. 10 февраля Республика Китай разрывает дипломатические отношения с Францией.
- 31 марта — 1 апреля: В Бразилии в результате государственного переворота под руководством военных свергнут президент Жоао Гуларт. Предложения Гуларта, такие как земельная реформа и усиление контроля государства над экономикой, были восприняты как коммунистические.
- 20 апреля: Президент США Линдон Джонсон в Нью-Йорке и Первый секретарь ЦК КПСС Никита Хрущёв в Москве одновременно объявляют о планах сократить производство сырья для изготовления ядерного оружия.
- 27 мая:
- Смерть индийского лидера Джавахарлала Неру.
- Начало Колумбийского конфликта.
- 4 июля:
  - Начинается Родезийская война, после того как африканские националисты и марксистские повстанцы восстают против колониального господства в Родезии (современный Зимбабве).
  - Малави становится независимым от Великобритании.
- 4 августа: Президент США Линдон Джонсон утверждает, что военные корабли Северного Вьетнама обстреляли два американских эсминца в Тонкинском заливе. Хотя первая атака была, как позже выяснилось, спровоцирована ВМС США, — американские корабли первыми вошли в территориальные воды Северного Вьетнама, а заявление о второй северовьетнамской атаке было необоснованным. Инцидент в Тонкинском заливе приводит к полномасштабной военной интервенции Соединённых Штатов во Вьетнамской войне после резолюции о Тонкинском заливе и многократному увеличению воинского контингента в Южном Вьетнаме.
- 21 сентября: Мальта становится независимой от Великобритании.
- 14 октября: Леонид Брежнев сменил Никиту Хрущёва на посту Первого секретаря Коммунистической партии Советского Союза.
- 16 октября: Китай испытал свою первую атомную бомбу. Это испытание сделало Китай пятой ядерной державой мира.
- 24 октября: Замбия становится независимой от Великобритании.

## 1965
(перейти)
- 24 января: Смерть Уинстона Черчилля.
- 18 февраля: Гамбия становится независимой от Великобритании.
- 18 марта: Алексей Леонов совершает первый в истории выход в открытый космос с борта космического корабля «Восход-2».
- 24 апреля: Гражданская война в Доминиканской Республике: силы, верные бывшему президенту Хуану Бошу, свергли нынешнего лидера Дональда Рейда Кабрала.
- 3 июня: Эд Уайт совершает первый американский выход в открытый космос с борта космического корабля «Джемини-4».
- 5 августа: Начало индо-пакистанской войны 1965 года.
- 9 августа: Сингапур получает независимость после отделения от Малайзии.
- 1 октября: Шесть индонезийских генералов убиты сторонниками Движения 30 сентября во время неудавшегося государственного переворота, в котором позже обвиняют Коммунистическую партию Индонезии. Вскоре после этого начинаются массовые убийства коммунистов и всех, заподозренных в симпатиях к ним.
- 11 ноября: Правительство Родезии, в котором доминируют белые, объявляет о своей независимости, что было расценено как незаконное провозглашение премьер-министром Великобритании Гарольдом Вильсоном. Родезия никогда официально не признавалась ни одной страной, но получает поддержку от соседнего португальского Мозамбика и южноафриканского режима апартеида в их войне против африканских партизан, решивших свергнуть белое правительство.
- 22 ноября: Д. Н. Айдит, председатель Коммунистической партии Индонезии, казнён индонезийской армией в Бойолали как ответственный за действия Движения 30 сентября, ответственность за которое возлагается на Коммунистическую партию Индонезии.

## 1966
(перейти)
- 31 января: Запуск «Луны-9».
- 3 февраля: «Луна-9» успешно приземлилась на Луну, став первым космическим аппаратом, мягко приземлившимся на другое внеземное тело.
- 10 марта: Франция выходит из командной структуры НАТО.
- 11 марта: Президент Индонезии Сукарно подписывает документ о передаче власти генерал-майору Сухарто, который впоследствии устанавливает прозападный и антикоммунистический режим Нового порядка, который остаётся у власти до 1998 года.
- 8 мая: КНР испытала третью ядерную бомбу.
- 26 мая: Гайана становится независимой от Великобритании.
- 30 мая: Запущен «Сервейер-1».
- 2 июня: «Сервейер-1» становится первым американским космическим аппаратом, мягко приземлившимся на другое внеземное тело.
- 11 августа: Джакартское соглашение подписывается министром иностранных дел Индонезии Адамом Маликом и заместителем премьер-министра Малайзии Тунку Абдулом Разаком, что положило конец вражде между Индонезией и Малайзией.
- 26 августа: Начинается пограничная война в Южной Африке.
- 30 сентября: Ботсвана становится независимой от Великобритании.
- 5 октября: Начало вооружённых столкновений низкой интенсивности в корейской демилитаризованной зоне между Северной Кореей и Южной Кореей, поддерживаемой США.
- 30 ноября: Барбадос становится независимым от Великобритании.

## 1967
(перейти)
- 2 марта: Генерал Сухарто свергает Сукарно и становится президентом Индонезии. Индонезия переходит от дружеских отношений со странами Восточного блока, такими как Советский Союз, Китайская Народная Республика, Северная Корея и Куба, к дружбе с западными странами, такими как Соединённые Штаты, во времена администрации Сухарто или эпохи Нового порядка. Иностранный капитал и инвесторы начинают заходить в Индонезию.
- 25 апреля: 33 страны Латинской Америки и Карибского бассейна подписывают в Мехико Договор Тлателолко, добивающийся запрещения ядерного оружия в Латинской Америке и Карибском бассейне.
- 18 мая: Юрий Андропов становится председателем КГБ.
- 23 мая: Египет блокирует Тиранский пролив, затем изгоняет миротворцев ООН и перебрасывает свою армию на Синайский полуостров, готовясь к возможному нападению на Израиль.
- 25 мая: Восстание в Наксалбари, Индия, ознаменовавшее распространение маоизма как насильственного, антиамериканского и антисоветского революционного движения в ряде развивающихся стран.
- 30 мая: Нигерийский штат Биафра отделяется от остальной части Нигерии, объявляя себя Республикой Биафра.
- 5 июня: В ответ на агрессию Египта Израиль вторгается на Синайский полуостров, начиная Шестидневную войну.
- 17 июня: КНР взорвала свою первую водородную бомбу.
- 23 июня: Президент США Линдон Джонсон встречается с Председателем совета министров СССР Алексеем Косыгиным в Глассборо, штат Нью-Джерси, на трёхдневном саммите.
- 1 июля: Начало арабо-израильской Войны на истощение.
- 6 июля: В результате провозглашения независимости Биафры начинается гражданская война в Нигерии.
- 8 августа: Принята Бангкокская декларация для подавления коммунистической угрозы в Юго-Восточной Азии. Создан блок АСЕАН.
- 8 октября: Че Гевара захвачен в Боливии подготовленными при участии США боливийскими рейнджерами.
- 9 октября: Казнь Че Гевары.
- 29 ноября: Роберт Макнамара объявляет, что уходит с поста Министра обороны США, чтобы стать президентом Всемирного банка.

## 1968
(перейти):
- 30 января: Начало Тетского наступления в Южном Вьетнаме.
- 12 марта: Маврикий становится независимым от Великобритании в соответствии со статусом Содружества.
- 18 марта: На юге Филиппин начинается Конфликт моро.
- 30 марта: Президент США Линдон Джонсон приостанавливает бомбардировки Северного Вьетнама и объявляет, что не баллотируется на переизбрание.
- 6 июня: Кульминация Борисоглебской провокации.
- 8 июня: Завершение Тетского наступления; в то время как наступление отбито, что означает американскую военную победу, это поднимает вопросы о военных шансах Америки во Вьетнаме.
- 17 июня: Начало второго коммунистического восстания в Малайзии.
- 1 июля: Подготовлен Договор о нераспространении ядерного оружия (ДНЯО).
- 17 июля: Абдул Рахман Ариф, тогдашний президент Ирака, был свергнут в результате переворота, организованного иракской баасистской партией. Революция в конечном итоге привела к установлению в Ираке баасистского правительства.
- 20 августа: Реформы Пражской весны в коммунистической Чехословакии привели к тому, что Советская армия и некоторые страны Организации Варшавского договора подавили чехословацкие протесты.
- 6 сентября: Свазиленд становится независимым от Великобритании.
- 3 октября: Перуанский генерал Хуан Веласко Альварадо свергает президента Фернандо Белаунде Терри в результате военного переворота.
- 12 октября: Экваториальная Гвинея становится независимой от Испании.
- 23 декабря: Капитан и команда корабля измерительного комплекса «Пуэбло» освобождены Северной Кореей.

## 1969
(перейти):
- 20 января: Ричард Никсон вступил в должность президента США.
- 2 марта: Пограничные столкновения между Советским Союзом и Китаем на острове Даманский.
- 17 марта: США начинают бомбить коммунистические схроны в Камбодже.
- 14 июля: Начало «Футбольной войны» между Сальвадором и Гондурасом.
- 16 июля: Запуск «Аполлона-11», пилотируемого Нилом Армстронгом, Баззом Олдрином и Майклом Коллинзом.
- 20 июля: США совершают первую пилотируемую посадку на Луну, «Аполлон-11».
- 24 июля: «Аполлон-11» возвращается на Землю.
- 25 июля: С началом вывода американских войск из Вьетнама и переноса зоны боевых действий на юг, в Южный Вьетнам, там начинается «вьетнамизация».
- 1 сентября: Муаммар Каддафи свергает ливийскую монархию и изгоняет британский и американский персонал. Ливия присоединяется к Советскому блоку.
- 2 сентября: Смерть вьетнамского лидера Хо Ши Мина. Это было значительное и решающее событие как для войны во Вьетнаме, так и для китайско-советского пограничного конфликта.
- 21 октября: Сиад Барре свергает правительство Сомали в результате бескровного переворота. Он объявляет себя президентом Сомали и реорганизует страну в однопартийное коммунистическое государство — Сомалийскую Демократическую Республику.
- 17 ноября: В Хельсинки начинаются переговоры об ограничении стратегических вооружений.